# Franz Joseph Aldenhoven
Franz Joseph Aldenhoven (* 23. März 1803 in Zons; † 31. Mai 1872 ebenda) war Gutsbesitzer und preußischer Kommunalbeamter, ehe er erster Direktor der Colonia Hagelversicherungsgesellschaft wurde. Außerdem war er Abgeordneter.

## Leben
Aldenhoven war der Sohn des Gutsbesitzers und Maires Matthias Melchior Aldenhoven (4. Mai 1758 in Zons; † 15. November 1821 ebenda) und dessen Ehefrau, der Gutsbesitzerin Maria Katharina geborene Jansen (* 1766 in Hommersum; † 28. Juli 1837 in Zons). Er war katholisch und heiratete am 23. April 1827 in Benrath Maria Clara Katharina Philippe Leven (getauft 23. April 1802 in Urdenbach; † 29. März 1828 in Zons). Nach dem Tod der ersten Ehefrau heiratete er am 7. November 1829 in Elsen in zweiter Ehe Anna Magdalena Hubertine Broich (* 27. April 1809 in Noithausen; † 12. September 1830 in Zons). Nach auch deren Tod heiratete er am 1. Mai 1832 in Zons in dritter Ehe Maria Theresia Margareta Broich (* 12. Oktober 1811 in Glesch; † 9. Oktober 1881 in Köln). Er war Schwager von Urban Leven und Schwager von Theodor Holtz.
Aldenhoven war Gutsbesitzer in Zons (Burg Friedestrom, die sein Vater 1803 erworben hatte). Er besuchte das Gymnasium in Köln und studierte bis 1823 Kameralwissenschaften in Bonn und Heidelberg. Seit 1825 arbeitete er im kommunalen Verwaltungsdienst. Im Jahr 1850 wurde er Verwalter des Landratsamtes in Neuss,  trat aber ein Jahr später aus dem Staatsdienst aus. Er wurde Mitbegründer und erster Direktor der Colonia Hagelversicherungsgesellschaft in Köln.
Daneben betätigte er sich politisch. Er war ab 1830 Mitglied des Gemeinderates und zwischen 1841 und 1845 Mitglied des Provinziallandtags der Rheinprovinz für den Stand der Landgemeinden im Regierungsbezirk Düsseldorf. Im Jahr 1847 war er Mitglied des vereinigten Landtages. Ein Jahr später gehörte er der preußischen Nationalversammlung an. Eine Wiederwahl 1851 lehnte er ab. Zwischen 1849 und 1853 war Aldenhoven Mitglied der zweiten Kammer des preußischen Landtages. Dort gehörte er der Rechten beziehungsweise dem Centrum an. Außerdem war er 1850 Mitglied des Volkshauses des Erfurter Unionsparlamentes. Im Jahr 1853 machte er in der zweiten Kammer beleidigende Äußerungen gegenüber dem Staatsministerium. Daraufhin gab es Überlegungen, den Art. 84 der preußischen Verfassung zu ändern. Aldenhoven selbst legte in diesem Zusammenhang sein Mandat nieder.
Er war erster Direktor der Colonia Hagelversicherung in Köln und führte den Zuckerrübenanbau im Rheinland ein.